# Trichomonas
Trichomonas és un gènere de protists del fílum Metamonada, Són paràsits anaerobis vertebrats, incloent-hi els humans.

## Algunes espècies
- Trichomonas vaginalis, comensal en la vagina.
- Trichomonas gallinae, que infecta ocells. Les lesions que es troben en les mandíbules de dinosaures tirannosàurids com Tyrannosaurus rex probablement van ser causades per un paràsit similar a Trichomonas gallinae.[1]
- Trichomonas termopsidis, que es troba en els tèrmits[2]

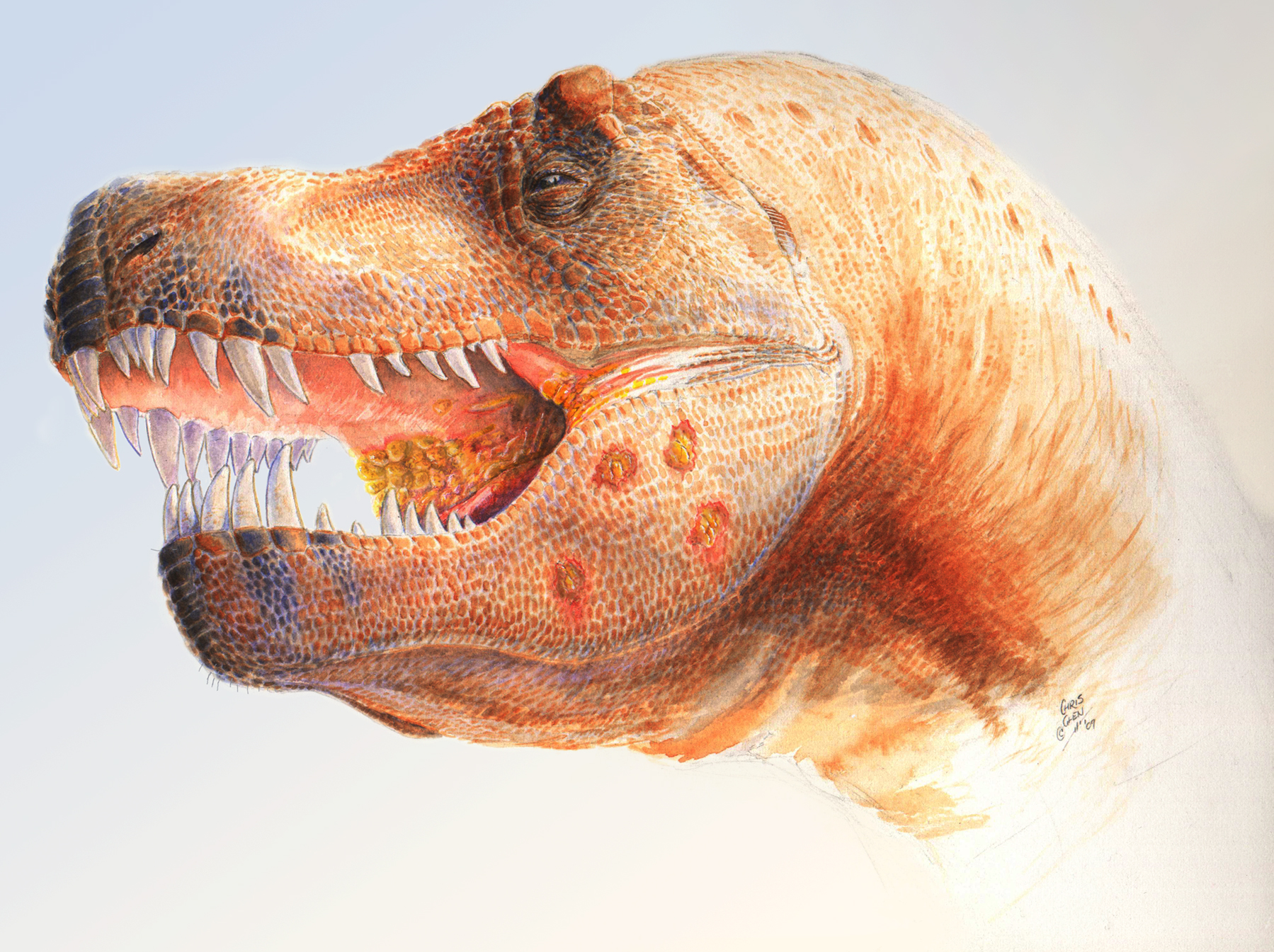
Restauració d'un Tyrannosaurus amb infeccions similars a les de Trichomonas